# Gigametro
Un gigametro (Gm) è un'unità di misura SI di lunghezza.

## Corrispondenze
Un gigametro equivale a:
- 1000000000000000000 nm (nanometri)
- 1000000000000000 μm (micrometri)
- 1000000000000 mm (millimetri)
- 100000000000 cm (centimetri)
- 10000000000 dm (decimetri)
- 1000000000 m (metri)
- 10000000 hm (ettometri)
- 1000000 km(kilometri)
- 100000 miriametri
- 1000 Mm (megametri)
- 0,001 Tm (terametri)
- 0,000001 Pm (petametri)

## Esempi
Per avere un'idea dell'ordine di grandezza di questa lunghezza, si consideri che la distanza media tra la Terra e la Luna è di circa 0,38 Gm. La distanza media tra la Terra e Marte misura approssimativamente 78,3 Gm, mentre quella tra il Sole e la Terra è pari a 149,6 Gm.